# La Balme-d'Épy
La Balme-d'Épy is een plaats en voormalige gemeente in het Franse departement Jura (regio Bourgogne-Franche-Comté) en telt 49 inwoners (2009). De plaats maakt deel uit van het arrondissement Lons-le-Saunier.

## Geschiedenis
De gemeente fuseerde op 1 januari 2018 met de commune nouvelle Val d'Épy, die op 1 januari 2016 was ontstaan was uit de fusie van de gemeenten Florentia, Nantey, Senaud en de toenmalige gemeente Val-d'Épy, tot een nieuwe commune nouvelle die wederop de naam Val-d'Épy kreeg.

## Geografie
De oppervlakte van La Balme-d'Épy bedraagt 3,1 km², de bevolkingsdichtheid is dus 15,8 inwoners per km².
De onderstaande kaart toont de ligging van La Balme-d'Épy met de belangrijkste infrastructuur en aangrenzende gemeenten.

## Demografie
Onderstaande figuur toont het verloop van het inwonertal.
La Balme-d'Épy · Épy · Florentia · Lanéria · Nantey · Poisoux · Senaud · Tarcia